# Nanocnide
Nanocnide là chi thực vật có hoa trong họ Tầm ma.

## Các loài
Chi này gồm 2 loài:
- Nanocnide japonica Blume, 1856: Vi tiền Nhật. Phân bố: Tại những nơi ẩm ướt, có bóng râm trong rừng, kẽ đá, dọc suối; ở độ cao 100-1.600 m. Trung Quốc (các tỉnh An Huy, Phúc Kiến, Cam Túc, Quý Châu, Hồ Bắc, Hồ Nam, Giang Tô, Giang Tây, nam Thiểm Tây, Tứ Xuyên, đông Vân Nam, Chiết Giang), Đài Loan, Nhật Bản, Triều Tiên.[2] Tại Trung Quốc gọi là 花点草 (hoa điểm thảo). Phạm Hoàng Hộ tại mục từ 6325 trang 583 quyển 2 sách Cây cỏ Việt Nam (Nhà xuất bản Trẻ 1999) cho rằng loài này có ở Việt Nam (mọc ở vùng đất hoang tại Hà Nội, Bắc Thái) nhưng có lẽ tác giả nhầm với Nanocnide lobata.
- Nanocnide lobata Wedd., 1869: Vi tiền thùy, han nhỏ. Phân bố: Tại những nơi ẩm ướt, có bóng râm trong rừng, đồng cỏ, kẽ đá, dọc suối; ở độ cao 0-1.400 m. Trung Quốc (các tỉnh An Huy, Phúc Kiến, Quảng Đông, Quảng Tây, Quý Châu, Hồ Bắc, Hồ Nam, Giang Tô, Giang Tây, Tứ Xuyên, đông Vân Nam, Chiết Giang), Đài Loan, Việt Nam.[3] Tại Trung Quốc gọi là 毛花点草 (mao hoa điểm thảo).